# World Series 1974
Le World Series 1974 sono state la 71ª edizione della serie di finale della Major League Baseball al meglio delle sette partite tra i campioni della National League (NL) 1974, i Los Angeles Dodgers, e quelli della American League (AL), gli Oakland Athletics. A vincere il loro ottavo titolo furono gli Athletics per quattro gare a una.
Rollie Fingers contribuì in tre delle quattro affermazioni di Oakland, con una vittoria e due salvezze, venendo premiato come MVP delle World Series. Oakland divenne la prima squadra a vincere tre World Series consecutive dai New York Yankees che ne vinsero cinque dal 1949 al 1953. Il titolo assicurò agli Athletics la fama essere di una delle due squadre dominanti degli anni settanta (l'altra "squadra del decennio" furono i Cincinnati Reds, con due vittorie consecutive nel 1975 e 1976).
Queste furono le prime World Series disputate tra due squadre della California. Le due franchigie si sarebbero incontrate nuovamente in finale 14 anni dopo con esito opposto.

## Sommario
Oakland ha vinto la serie, 4-1.
| Gara | Data       | Risultato                                | Stadio                          | Tempo | Pubblico |
| ---- | ---------- | ---------------------------------------- | ------------------------------- | ----- | -------- |
| 1    | 12 ottobre | Oakland A's – 3, Los Angeles Dodgers – 2 | Dodger Stadium                  | 2:43  | 55.974   |
| 2    | 13 ottobre | Oakland A's – 2, Los Angeles Dodgers – 3 | Dodger Stadium                  | 2:40  | 55.989   |
| 3    | 15 ottobre | Los Angeles Dodgers – 2, Oakland A's – 3 | Oakland–Alameda County Coliseum | 2:35  | 49.347   |
| 4    | 16 ottobre | Los Angeles Dodgers – 2, Oakland A's – 5 | Oakland–Alameda County Coliseum | 2:17  | 49.347   |
| 5    | 17 ottobre | Los Angeles Dodgers – 2, Oakland A's – 3 | Oakland–Alameda County Coliseum | 2:23  | 49.347   |

## Hall of Famer coinvolti
- Athletics: Reggie Jackson, Catfish Hunter, Rollie Fingers
- Dodgers: Walter Alston (man.), Don Sutton, Tommy Lasorda (all. terza base)